# Дълга конюшня
Дългата конюшня в Потсдам е ползвана за манеж за конна езда и военен учебен полигон.

## Разположение
Простирала се е от север на юг между градския канал и ул. Мамонщрасе (днес: Вернер-Зеленбиндер-Щрасе). На изток Дългата конюшня граничела с двора на Кралската конюшня за впрегаеми коне на площад „Нов пазар“ (Neuer Markt), a на запад стигала до градския канал и незастроената площ на гарнизонната плантация, която имала блатиста почва.

## Конструкция
Представлява фахверкова сграда със стръмен двускатен покрив. Размерите ѝ са дължина 166,5 м и ширина 21,5 м.

## История
Построена е по времето на крал Фридрих Вилхелм I през 1734 г. След разрушаването на сградата през Втората световна война единствено запазена до днес е фасадата на портала пред южния фронтон, построена по планове на Георг Кристиан Унгер по указания на крал Фридрих II през 1781 г.